# Горняцкое сельское поселение (Ростовская область)
Горняцкое сельское поселение — муниципальное образование в Белокалитвинском районе Ростовской области.
Административный центр поселения — посёлок Горняцкий.

## История
В 1949 году в составе Литвиновского района Ростовской области образован Горняцкий поссовет.
Указом Президиума Верховного Совета СССР от 6 января 1954 года из Ростовской области была выделена Каменская область (с центром в г.Каменск-Шахтинский), территории Белокалитвенского и Литвиновского районов вошли в состав Каменской области. В соответствии с Указом Президиума Верховного Совета РСФСР от 19 ноября 1957 года Каменская область была упразднена. Белокалитвенский и Литвиновский районы вошли в состав Ростовской области.
В июне 1959 года упраздняется Литвиновский район, его территория присоединяется к Белокалитвенскому району.
Горняцкое сельское поселение с 2004 года. Данный тип муниципальных образований был предусмотрен в законе 2003 года «Об общих принципах организации местного самоуправления в Российской Федерации» и введён в ходе муниципальной реформы.
В 2006 году по итогам первого ростовского областного конкурса поселение стало победителем в номинации «Лучшее сельское поселение» с вручением одного миллиона рублей. В конкурсе приняли участие около 400 сельских поселений и более 40 райцентров. И всего шесть из них стали первыми.

## Административное устройство
Численность Горняцкого сельского поселения на 1 января 2018 года составила  8368 чел., в состав поселения входят:
- посёлок Горняцкий
- станция Грачи
- хутор Крутинский
- хутор Погорелов

## Население
| 2010  | 2012  | 2013  | 2014  | 2015  | 2016  | 2017  |
| ----- | ----- | ----- | ----- | ----- | ----- | ----- |
| 9696  | ↘9525 | ↘9355 | ↘9119 | ↘8914 | ↘8677 | ↘8514 |
| 2018  | 2019  | 2020  | 2021  |       |       |       |
| ↘8368 | ↘8185 | ↘8030 | ↘7829 |       |       |       |